# Mellingen (Turyngia)
Mellingen – miejscowość i gmina w Niemczech, w kraju związkowym Turyngia, w powiecie Weimarer Land, siedziba wspólnoty administracyjnej Mellingen.